# Medal Służby Okupacyjnej Marynarki Wojennej
Medal Służby Okupacyjnej Marynarki Wojennej (ang. Navy Occupation Service Medal) – medal Marynarki Wojennej Stanów Zjednoczonych, ustanowiony przez Departament Marynarki 22 stycznia 1947 roku w celu uhonorowania członków personelu wojskowego Marynarki Wojennej, Korpusu Piechoty Morskiej i Straży Wybrzeża, którzy pełnili służbę okupacyjną w Niemczech, Włoszech, Austrii, Japonii lub Korei po II wojnie światowej. Był przyznawany także personelowi służącemu w Berlinie Zachodnim w latach 1945–1990.
Medal Służby Okupacyjnej Marynarki Wojennej jest odpowiednikiem Medalu Armii Okupacyjnej przyznawanego żołnierzom Armii Stanów Zjednoczonych. Nie może być przyznany tej samej osobie więcej niż jeden raz i nie jest możliwie odznaczenie tej samej osoby Medalem Armii Okupacyjnej oraz Medalem Służby Okupacyjnej Marynarki Wojennej.

## Opis
Medal został zaprojektowany przez amerykańskiego rzeźbiarza Adolpha Alexandra Weinmana. Awers medalu przedstawia Neptuna ujarzmiającego morskiego potwora, a pod nim napisem OCCUPATION SERVICE. Na rewersie natomiast widnieje bielik amerykański siedzący na gałęzi i patrzący w lewo, pod łukowatym napisem UNITED STATES NAVY lub UNITED STATES MARINE CORPS.
Wstążka, identyczna jak w Medalu Armii Okupacyjnej, składa się z trzech kolorów: białego, czarnego i czerwonego, symbolizujących barwy narodowe okupowanych krajów.

## Okucia
Do wstążki medalu przysługiwały dwa okucia: „Europe” i „Asia”. Okucia są prostokątne i zakończone sznurkowym brzegiem. Jeśli dany żołnierz kwalifikuje się otrzymania do obu okuć, może nosić je jednocześnie. Ponadto lotnikom, którzy odsłużyli co najmniej 92 kolejne dni w ramach obsługiwania berlińskiego mostu powietrznego w latach 1948–1949, przysługuje specjalna nakładka na medal i baretkę w kształcie miniatury samolotu transportowego C-47, tak samo jak w Medalu Armii Okupacyjnej.

### Okucie „Europe”
Poniższe obszary geograficzne i ramy czasowe służby kwalifikowały członka personelu wojskowego do otrzymania Medalu Służby Okupacyjnej Marynarki Wojennej z okuciem „Europe”:
- Włochy (od 8 listopada 1945 do 15 grudnia 1947)
- Triest (od 8 maja 1945 do 25 października 1954)
- Niemcy (od 8 maja 1945 do 5 maja 1955, z wyłączeniem Berlina)
- Austria (od 8 maja 1945 do 25 października 1955)
- Berlin Zachodni (od 8 maja 1945 do 3 października 1990)

Służba pomiędzy 9 maja a 8 listopada 1945 nie może być brana pod uwagę, chyba że żołnierz zakwalifikował się do Medalu Kampanii Europy-Afryki-Bliskiego Wschodu przed 9 maja 1945.

### Okucie „Asia”
Okucie „Asia” przysługiwało członkom personelu wojskowego pełniącym służbę na lądzie lub na okrętach w następujących obszarach geograficznych i ramach czasowych:
- Wyspy Japońskie (od 2 września 1945 do 27 kwietnia 1952)
- Korea i sąsiednie wyspy (od 2 września 1945 do 27 kwietnia 1952)

Służba sprzed 2 marca 1946 nie była zaliczana na poczet Medalu Służby Okupacyjnej Marynarki Wojennej, chyba że dana osoba kwalifikowała się już do Medalu Kampanii Azji-Pacyfiku za służbę przed 2 września 1945.
Służba po 27 czerwca 1950, która spełnia kryteria przyznania Medalu Służby w Korei, nie była brana pod uwagę przy przyznawaniu Medalu Służby Okupacyjnej Marynarki Wojennej.